# 三村敏之
三村 敏之（みむら としゆき、1948年9月19日 - 2009年11月3日）は、広島県安芸郡海田町出身の元プロ野球選手（内野手）・コーチ・監督、解説者・評論家。
現役時代は広島東洋カープに所属し、1975年広島カープ初優勝の立役者の一人となった。
引退後は広島のコーチ・監督、東北楽天ゴールデンイーグルスチーム統括本部編成部部長を歴任。

## 来歴・人物

### プロ入りまで
海田町立海田市小学校（現：海田町立海田小学校）、海田町立海田中学校を経て、広島県立広島商業高等学校に進学。1966年には遊撃手として、2年生エース山本和行を擁し夏の甲子園県予選決勝に進出。伊原春樹のいた北川工を破り、夏の選手権に出場。しかし1回戦で桐生高に敗退する。

### 現役時代
1966年のドラフト2位で広島カープに入団。同期には西本明和らがいる。
1967年から一軍に上がり、遊撃手、三塁手として30試合に先発出場。
1970年は、今津光男に代わり開幕から遊撃手に定着、初めて規定打席（14位、打率.261）に達する。
1972年には、若松勉に次ぐリーグ2位の打率.308を記録、初のベストナインにも選出された。バントやヒットエンドランなどのプレーを得意とした。
1975年には同年に移籍してきた大下剛史と打順1・2番（1番大下、2番三村）、及び二遊間コンビを形成し、チームを牽引。カープ悲願の初優勝に貢献し、またその後伝統となる広島野球を形づくる。大下は同じ町内の出身で、実家も歩いて5分程度の距離。子供の頃から草野球を一緒にした幼馴染。学年では4年違うが、明顕寺が経営する保育園（現・明光保育園）ー海田町立海田市小学校（現：海田町立海田小学校）ー海田町立海田中学校ー広島商業と同じコースを歩んだ。織田幹雄以来、海田が生んだ二人を同町でも英雄視し、初優勝に向けて驀進中の1975年秋には海田町内のあちらこちらに、二人の名前が書かれた数えきれないほどの横断幕がはんらんした。当時、高校球児が甲子園に出場、または全国制覇した際に個人名が書かれた横断幕が掲げられることは珍しくなかったが、プロ野球では異例だった。また当時子どもたちの野球遊びはピッチャーとサードに人気が集中していたが、海田の子どもたちはセカンドとショートを奪い合った。チームメイトが同郷もしくは同出身校というのは珍しく無いが、同出身校でさらに生まれた町まで同じで一二番コンビを組んだというのは、かなり珍しいケースであると考えられ、大下も「もうプロ野球でこんなコンビは出んやろ」と述べている。
同年9月10日の対中日戦では、本塁上でのタッチプレーの際の相手捕手である新宅洋志から顔面にタッチされたプレーに激怒、これをきっかけに両軍選手やファンまでもがグラウンドになだれ込んでの大乱闘となり、翌日の試合は中止という異常事態へと発展した。この事件は、初優勝に邁進するチームを一つにまとめるきっかけになった出来事とされている。同年の阪急ブレーブスとの日本シリーズでは第3戦、第4戦で各2安打を放つが、それ以外の試合は無安打に終わる。
1976年には自己最高の27本塁打を放つも、翌年からは打撃不振に陥り、高橋慶彦や木下富雄が台頭したこともあって出場機会が減少した。
1979年に復活し打率.288（16位）を記録、カムバック賞を獲得する。同年の近鉄バファローズとの日本シリーズでは二塁手、三塁手として23打数7安打2打点を記録、チーム日本一に寄与した。
翌1980年は52試合の先発にとどまるがリーグ連続優勝に貢献。近鉄バファローズとの日本シリーズでは最終第7戦で代打適時打を放ち、連続日本一に力を添えた。
1983年限りで現役引退。

### 現役引退後
引退後もそのままカープに残り、長く指導者としてチームを支え、多くの選手・コーチを育てた。1984年-1985年は二軍守備走塁コーチ、1986年-1990年は一軍守備走塁コーチ、三塁ベースコーチ、1991年-1993年の二軍監督を経て、1994年-1998年は一軍監督を務めた。「トータルベースボール（総合野球）」を掲げ、1994年後半から金本知憲がレギュラーに定着、1996年夏場まで首位を独走し、2位巨人に最大11.5ゲーム差をつけていたが、秋口に失速し、俗に言うメークドラマの引き立て役となってしまった。選手達にはプレーに関して「謝るな」と選手達に話していた。これには「謝る前にミスを取り返すことを考えろ」という意味があり、1996年4月24日の巨人戦で西山秀二が走者をアウトに出来ず追加点を許し、自分のミスだと思った西山は三村に「すいません」と言い、西山は3試合スタメンを外れる事となった。しかしこれがきっかけとなり、西山は以降リード、打撃共に高い成績を残す事となった。
二軍、一軍監督時代に鍛え上げた金本知憲とも師弟関係にあり、三村の告別式では、喪主の三村夫人から直々の指名を受け、金本は弔辞を読んだ。また著書でも「最初は厳しすぎて三村さんに嫌われていると思ったが、今となっては三村さんは最大の恩人」と記している。引退後の会見でも「三村さん、山本一義さん、高代さんの3人に感謝したい」と話していた。同じく一軍監督時代指導した緒方孝市は理想の監督として三村の名前を挙げている。
1999年-2003年は中国放送野球解説者・スポーツニッポン野球評論家を務めた。
2004年-2005年は一軍ヘッドコーチを務めた。
2006年-2007年は再び中国放送の野球解説者を務めた。その傍ら、福山大学の客員教授に就任し、「実践コーチ論とプレーヤー」と題した講座で一年間教鞭を取っていた。スポーツニッポン紙上でも、福山大学客員教授の肩書で野球評論をすることがあった。
2008年より、生まれ育った広島を離れ、単身赴任として東北楽天ゴールデンイーグルスチーム統括本部編成部部長に就任。楽天選手の移籍等のときの会見にフロント側代表として同席した。
元々、楽天は球団創設時よりコストをかけずに選手を育成、球団経営する広島カープの野球をモデルに掲げ、そのため広島OBをフロントに招聘しようと考えていた。そのため、三村を招聘した理由は、将来的に野村克也の後任の監督としてであったことが、三村の死後明らかにされた。しかし、健康上の理由で難しかったため、マーティ・ブラウンが候補に挙がった。
2009年5月11日、肝臓疾患のため広島市内の病院で療養すると発表され、業務は楠城徹編成部長補佐が代行。その後、夏頃に業務に復帰し、10月29日のドラフト会議にも出席していたが、わずか4日後の11月2日に再び体調不良を訴え、仙台市内の病院に緊急入院。翌3日午前10時5分、心不全のため死去。61歳没。

## エピソード
- 1996年9月4日の対阪神戦 (広島市民球場)の6回裏、広島の野村謙二郎がショートへ放った打球を阪神の久慈照嘉がキャッチし、一塁へ送球するも、一塁塁審を務めていた、橘高淳はアウト判定。この判定に不服とした三村が、ベンチから飛び出し、橘高に蹴りを入れるなどの暴行を働いたため退場処分を受けた。
- 1997年6月15日の対巨人戦（東京ドーム）に負けた試合後に記者から敗因を聞かれた際、「敗因は8回の広沢のショートゴロをセーフにしたジャイアンツのユニフォームを着たあの審判。あの審判をお立ち台に上げてやれ」と発言[26]。審判団から侮辱だとの抗議を受け、後日、コミッショナーから20万円の罰金を命じられた。
- 現役時代の三村は打席で球を避けるのが苦手で、頭部に7回も死球を食らっている[27]。

## 詳細情報

### 年度別打撃成績
| 年 度      | 球 団      | 試 合 | 打 席 | 打 数 | 得 点 | 安 打 | 二 塁 打 | 三 塁 打 | 本 塁 打 | 塁 打 | 打 点 | 盗 塁 | 盗 塁 死 | 犠 打 | 犠 飛 | 四 球 | 敬 遠 | 死 球 | 三 振 | 併 殺 打 | 打 率 | 出 塁 率 | 長 打 率 | O P S |
| ---------- | ---------- | ----- | ----- | ----- | ----- | ----- | -------- | -------- | -------- | ----- | ----- | ----- | -------- | ----- | ----- | ----- | ----- | ----- | ----- | -------- | ----- | -------- | -------- | ----- |
| 1967       | 広島       | 42    | 106   | 99    | 7     | 18    | 3        | 0        | 2        | 27    | 7     | 0     | 0        | 1     | 0     | 6     | 0     | 0     | 24    | 0        | .182  | .229     | .273     | .501  |
| 1968       | 広島       | 63    | 128   | 119   | 7     | 25    | 1        | 1        | 3        | 37    | 8     | 1     | 1        | 1     | 0     | 6     | 0     | 2     | 27    | 3        | .210  | .260     | .311     | .571  |
| 1969       | 広島       | 63    | 160   | 140   | 18    | 28    | 3        | 1        | 4        | 45    | 10    | 4     | 2        | 1     | 0     | 19    | 0     | 0     | 44    | 5        | .200  | .296     | .321     | .617  |
| 1970       | 広島       | 111   | 405   | 368   | 45    | 96    | 9        | 1        | 9        | 134   | 27    | 16    | 10       | 3     | 1     | 23    | 0     | 10    | 70    | 2        | .261  | .321     | .364     | .685  |
| 1971       | 広島       | 126   | 535   | 463   | 51    | 100   | 14       | 1        | 15       | 161   | 45    | 6     | 7        | 17    | 5     | 38    | 0     | 12    | 73    | 9        | .216  | .290     | .348     | .637  |
| 1972       | 広島       | 127   | 568   | 468   | 62    | 144   | 22       | 3        | 12       | 208   | 39    | 7     | 10       | 18    | 2     | 61    | 1     | 19    | 69    | 11       | .308  | .407     | .444     | .852  |
| 1973       | 広島       | 121   | 521   | 449   | 56    | 121   | 14       | 2        | 12       | 175   | 32    | 7     | 4        | 7     | 0     | 57    | 1     | 8     | 59    | 9        | .269  | .362     | .390     | .752  |
| 1974       | 広島       | 96    | 367   | 331   | 36    | 86    | 14       | 0        | 14       | 142   | 40    | 0     | 3        | 8     | 2     | 18    | 2     | 8     | 37    | 6        | .260  | .312     | .429     | .741  |
| 1975       | 広島       | 122   | 502   | 442   | 67    | 124   | 21       | 3        | 10       | 181   | 42    | 3     | 5        | 10    | 2     | 43    | 1     | 5     | 47    | 7        | .281  | .350     | .410     | .759  |
| 1976       | 広島       | 130   | 539   | 487   | 76    | 131   | 19       | 3        | 27       | 237   | 69    | 1     | 4        | 13    | 3     | 34    | 2     | 2     | 67    | 17       | .269  | .317     | .487     | .804  |
| 1977       | 広島       | 104   | 376   | 347   | 27    | 83    | 14       | 1        | 8        | 123   | 40    | 2     | 1        | 5     | 2     | 17    | 0     | 5     | 54    | 6        | .239  | .283     | .354     | .637  |
| 1978       | 広島       | 95    | 302   | 261   | 48    | 65    | 11       | 0        | 11       | 109   | 23    | 0     | 0        | 6     | 2     | 32    | 1     | 1     | 35    | 4        | .249  | .331     | .418     | .749  |
| 1979       | 広島       | 116   | 449   | 389   | 46    | 112   | 17       | 0        | 12       | 165   | 60    | 1     | 1        | 14    | 3     | 38    | 1     | 5     | 46    | 7        | .288  | .356     | .424     | .780  |
| 1980       | 広島       | 89    | 235   | 199   | 18    | 42    | 5        | 0        | 3        | 56    | 13    | 0     | 1        | 9     | 0     | 22    | 0     | 5     | 33    | 8        | .211  | .305     | .281     | .587  |
| 1981       | 広島       | 96    | 275   | 247   | 19    | 56    | 11       | 0        | 7        | 88    | 26    | 1     | 0        | 7     | 2     | 17    | 1     | 2     | 37    | 8        | .227  | .280     | .356     | .636  |
| 1982       | 広島       | 57    | 91    | 74    | 3     | 14    | 5        | 0        | 0        | 19    | 9     | 0     | 1        | 2     | 2     | 11    | 0     | 2     | 14    | 3        | .189  | .303     | .257     | .560  |
| 1983       | 広島       | 9     | 8     | 7     | 0     | 0     | 0        | 0        | 0        | 0     | 0     | 0     | 0        | 1     | 0     | 0     | 0     | 0     | 2     | 0        | .000  | .000     | .000     | .000  |
| 通算：17年 | 通算：17年 | 1567  | 5567  | 4890  | 586   | 1245  | 183      | 16       | 149      | 1907  | 490   | 49    | 50       | 123   | 26    | 442   | 10    | 86    | 738   | 105      | .255  | .326     | .390     | .716  |

- 各年度の太字はリーグ最高

### 年度別監督成績
| 年度      | 球団      | 順位      | 試合数 | 勝利 | 敗戦 | 引分 | 勝率 |
| --------- | --------- | --------- | ------ | ---- | ---- | ---- | ---- |
| 1994      | 広島      | 3位       | 130    | 66   | 64   | 0    | .508 |
| 1995      | 広島      | 2位       | 131    | 74   | 56   | 1    | .569 |
| 1996      | 広島      | 3位       | 130    | 71   | 59   | 0    | .546 |
| 1997      | 広島      | 3位       | 135    | 66   | 69   | 0    | .489 |
| 1998      | 広島      | 5位       | 135    | 60   | 75   | 0    | .444 |
| 通算：5年 | 通算：5年 | 通算：5年 | 661    | 337  | 323  | 1    | .511 |

1994年から1996年までは130試合制、1997年から2000年までは135試合制

### 表彰
- ベストナイン：3回 （1972年、1975年、1976年）
- 日本シリーズ技能賞：1回 （1979年）
- カムバック賞（1979年）
- 広島県安芸郡海田町名誉町民

### 記録
初記録
- 初出場：1967年5月7日、対阪神タイガース3回戦（広島市民球場）、9回表に三塁手で出場
- 初先発出場：1967年5月10日、対読売ジャイアンツ2回戦（広島市民球場）、5番・中堅手で先発出場（偵察要員、試合開始時に寺岡孝と交代）
- 初安打・初本塁打・初打点：1967年5月18日、対中日ドラゴンズ7回戦（中日スタヂアム）、9回表に城野勝博の代打で出場、門岡信行からソロ

節目の記録
- 100本塁打：1976年8月11日、対大洋ホエールズ18回戦（川崎球場）、9回表に山下律夫から右越決勝ソロ　※史上89人目
- 1000試合出場：1976年10月22日、対大洋ホエールズ25回戦（川崎球場）、5番・遊撃手で先発出場　※史上188人目
- 1000安打：1978年5月30日、対阪神タイガース9回戦（広島市民球場）、7回裏に谷村智啓から　※史上110人目
- 1500試合出場：1981年10月12日、対ヤクルトスワローズ25回戦（明治神宮野球場）、6番・三塁手で先発出場　※史上70人目

その他の記録
- オールスターゲーム出場：4回 （1970年、1972年、1974年、1979年）

### 背番号
- 48 （1967年 - 1969年）
- 30 （1970年）
- 9 （1971年 - 1983年）
- 78 （1984年 - 1998年）
- 71 （2004年 - 2005年）

## 関連情報

### 著書
- 『超二流のススメ』（2001年、株式会社アスリート）

### 解説者時代に出演した番組
- ザ・プロ野球
- RCCカープナイター